# Maturitätsschulen für Erwachsene
Als Maturitätsschulen für Erwachsene (ME) oder Erwachsenengymnasien werden staatliche bzw. öffentlich-rechtliche Schulen in der Schweiz bezeichnet, welche zur gymnasialen Matura auf dem zweiten Bildungsweg führen.

## Auftrag
Die Maturitätsschulen für Erwachsene erfüllen einen zumeist kantonalen oder interkantonalen Auftrag zur gymnasialen Ausbildung von begabten Erwachsenen, die durch das Nachholen der Matura den unbeschränkten Hochschulzugang erwerben können. Eine Maturitätsschule für Erwachsene dient daher der allgemeinen Bildung. Die von den Ständen getragenen Schulen verlangen deshalb kein oder nur geringes Schulgeld für steuerpflichtige Einwohner. Gymnasiasten auf dem zweiten Bildungsweg wird daher eine Matura zu nahezu denselben finanziellen Bedingungen wie Gymnasiasten auf dem ersten Bildungsweg geboten.

## Anerkennung und Gleichwertigkeit
Alle zurzeit von den Kantonen getragenen Maturitätsschulen für Erwachsene besitzen das Recht zur Hausmatura, das heisst, sie selbst nehmen die Maturaprüfungen ab. Ihre Maturitätszeugnisse sind gemäss der eidgenössischen Verordnung über die Anerkennung von gymnasialen Maturitätsausweisen anerkannt und somit völlig gleichwertig mit der herkömmlichen gymnasialen Matura. Neben den staatlichen Schulen besitzen wenige private Schulen dieselben Privilegien.

## Ausbildungstypen
Die gymnasiale Matura kann bei den Maturitätsschulen für Erwachsene auf verschiedene Arten erworben werden. Zumeist bietet eine Schule den sogenannten Teilzeitunterricht an, d. h., der Unterricht erfolgt während einzelner Tage und Abenden die Woche über und daneben im Selbststudium. Diese Ausbildungsart ist vor allem für Berufstätige ausgerichtet. Daneben ist teilweise eine Vollzeitausbildung möglich und selten eine Fernausbildung, d. h., es findet nur blockweise oder gar kein Direktunterricht statt.

## Schulen
Alle staatlichen Maturitätsschulen für Erwachsene tragen die Abkürzung „ME“, sie bezeichnen sich daneben wie allgemein üblich als Erwachsenengymnasien.
Folgende Schulen sind staatlich getragen:
- AME – Aargauische Maturitätsschule für Erwachsene
- BME – Berner Maturitätsschule für Erwachsene
- ISME – Interstaatliche Maturitätsschule für Erwachsene
- MSE – Maturitätsschule für Erwachsene Luzern
- TSME – Thurgauisch-Schaffhauserische Maturitätsschule für Erwachsene in Frauenfeld
- KME – Kantonale Maturitätsschule für Erwachsene
- Gymnase du Soir in Lausanne
- COPAD – Collège pour adultes in Genf